# Neckarsulm
Neckarsulm er en by det nordlige Baden-Württemberg, Tyskland, nær Stuttgart, og en del af kreisen Heilbronn. I 2004 havde Neckarsulm 27.296 indbyggere.
Floderne Neckar og Sulm går sammen der, deraf navnet, som ofte er misforstået eller forkert udtalt som "Neckars Ulm". Navnet har ingen sammenhæng med byen Ulm, som ligger ved floden Donau.
Både det tidligere NSU Motorenwerke AG (som er opkøbt af Audi), quattro GmbH og Lidls hovedkvarter ligger i byen.

## Venskabsbyer
- Carmaux, Frankrig
- Bordighera, Italien
- Grenchen, Schweiz
- Zschopau, Tyskland
- Budakeszi, Ungarn

## Eksterne links
- www.neckarsulm.de

- Wikimedia Commons har flere filer relateret til Neckarsulm